# ルージュ (1984年の映画)
『ルージュ』は、にっかつ配給による1984年の日本映画。新藤恵美主演：那須博之監督。
石井隆による、「名美」という名の女を主人公とする連作、『天使のはらわた』シリーズ番外編。五十嵐夕紀主演・山城新伍監督のにっかつ夏のエロス大作 『双子座の女』の併映作品。
「ルージュ」と題された一本の裏ビデオに映っていた美しい女・名美を巡り、男と女の暗い奈落が展開される。

## キャスト
- 土屋名美（前野陽子）：新藤恵美
- 村木哲郎：火野正平
- 菊池勉：北詰友樹
- 明香：松居一代
- 土屋明雄：土屋嘉男
- 菊池香織：徳武有紀
- 引田俊介：星セント
- 矢部：長沢大
- 悦子：柏木優子

## スタッフ
- 監督：那須博之
- 原作・脚本：石井隆
- 企画：山田耕大
- 製作：元村武
- プロデューサー：木村博人・桜井潤一
- 撮影：姫田真佐久
- 美術：渡辺平八郎
- 録音：福島信雅
- 照明：木村誠作
- 編集：山田真司
- 選曲：佐藤富士男
- 助監督：池田賢一

## 製作
畑中葉子、高田美和、大信田礼子などを次々脱がせて、クリーンヒットを飛ばしたにっかつに負けてはならじと、ポルノでは実績を持つ東映は、銀座のオーナーママ・田村順子を口説いて1982年に『おんな6丁目 蜜の味』を製作した。続いて口説いたのが辺見マリで、東映は1970年に辺見の代表曲「経験」を谷隼人主演で映画化したことがあり、東映セントラルフィルムとにっかつ撮影所が組んで、辺見の主演作として製作を予定していた。にっかつの佐々木志郎プロデューサーと、監督を予定していた西村昭五郎監督とで、辺見をひざづめで説得。石井隆には辺見のために新たに『天使のはらわた』シリーズとしてオリジナルストーリーを依頼し、脚本も完成していた。辺見は当初は出演を渋っていたが、1981年6月に西郷輝彦と離婚後、芸能界復帰も、浮上のきっかけが掴めなかったことから出演を了承したと報道された。ヌードでのカムバックを映画ファンは喜んだが、結局出演せず、2年後にヒロイン名美役は新藤恵美に交代し、監督も那須博之になって映画は製作された。東映とにっかつは同時期に関根恵子主演で『火の蛾』の製作も進めていたが、こちらも関根が降板して製作中止に追い込まれている。
村木役には実生活でも当時マスメディアを騒がせた火野正平がキャスティングされ、二人による"本気"の激しい愛欲ドラマが評判となった。明香役の松居一代は当時『11PM』（よみうりテレビ）のカバーガールとして人気があった。

## 作品の評価

### 興行成績
『映画年鑑 1986年版』には「にっかつの1984年下期は、エロス大作は『双子座の女』が話題になった程度。『ルージュ』とともに公開したが『女猫』には遠く及ばなかった」などと記載されている。

## DVD/Blu-ray
日活より2017年10月3日にDVD/Blu-rayが発売されている。